# BEST HITS
BEST HITS（ベスト・ヒッツ）とはビーイング初の特販ベストアルバムのシリーズ。
一般的なCDショップではなく、主に全国の高速道路内売店やコンビニ、ホームセンター等で販売されており、。2013年6月現在5作までが発売されている。

## 概要
at the BEING studioシリーズと似通った選曲になっている。

### シリーズ
- 大黒摩季 BEST HITS - 大黒摩季
- WANDS BEST HITS - WANDS
- T-BOLAN BEST HITS - T-BOLAN
- Mi-Ke BEST HITS - Mi-Ke
- FIELD OF VIEW BEST HITS - FIELD OF VIEW